# جيف وايلز
جيف وايلز (بالإنجليزية: Geoff Wiles)‏ هو دراج بريطاني، ولد في 18 يونيو 1944.

## وصلات خارجية
- جيف وايلز على موقع أرشيف الدراجات (الإنجليزية)
- جيف وايلز على موقع إحصائيات الدراجات الإحترافية (الإنجليزية)